# Corpe

Corpe este o comună în departamentul Vendée, Franța. În 2009 avea o populație de 900 de locuitori.